# 1928년 동계 올림픽 리투아니아 선수단
1928년 동계 올림픽 리투아니아 선수단은 스위스 장크트모리츠에서 개최된 1928년 동계 올림픽에 참가한 올림픽 리투아니아 선수단이다.

## 스피드 스케이팅

### 남자
| 선수              | 종목   | 경주    | 경주 |
| 선수              | 종목   | 기록    | 순위 |
| ----------------- | ------ | ------- | ---- |
| 켕스투티스 불로타 | 500m   | 50.1    | 28   |
| 켕스투티스 불로타 | 1500m  | 2:40.9  | 25   |
| 켕스투티스 불로타 | 5000m  | 9:49.8  | 25   |
| 켕스투티스 불로타 | 10000m | 20:22.2 | 5    |

## 참조
- Comité Olympique Suisse (1928). “Résultats des Concours des IImes Jeux Olympiques d'hiver” (PDF) (프랑스어). Lausanne: Imprimerie du Léman. 2011년 2월 16일에 원본 문서 (PDF)에서 보존된 문서. 2008년 6월 10일에 확인함.
- sports-reference